# Seravezza
Seravezza – miejscowość i gmina we Włoszech, w regionie Toskania, w prowincji Lukka.
Według danych na rok 2004 gminę zamieszkiwało 12 575 osób, 322,4 os./km².